# منظمة الأمم المتحدة للبيئة
أصبحت المقترحات المتعلقة بإنشاء منظمة منظمة الأمم المتحدة للبيئة (UNEO) تشكك في فعالية برنامج الأمم المتحدة البيئي الحالي (UNEP) في التعامل مع نطاق القضايا البيئية العالمية. أنشئت لتكون بمثابة مؤسسة مرساة في نظام الإدارة البيئية العالمية (GEG)، وفشلت في تلبية هذه المطالب. لقد أعيق برنامج الأمم المتحدة للبيئة بسبب لقبه كبرنامج بدلاً من وكالة متخصصة مثل منظمة التجارة العالمية أو منظمة الصحة العالمية، بالإضافة إلى نقص التمويل التطوعي، وموقع تم إزالته من مراكز السلطة السياسية، في نيروبي، كينيا. أدت هذه العوامل إلى نداءات واسعة النطاق لإصلاح برنامج الأمم المتحدة للبيئة، وعقب نشر تقرير التقييم الرابع للفريق الحكومي الدولي المعني بتغير المناخ في فبراير 2007، قام «الرئيس الفرنسي شيراك» بتلاوة «نداء باريس للعمل» وبدعم من 46 دولة، ودعا برنامج البيئة إلى الاستبدال من قبل منظمة الأمم المتحدة للبيئة الجديدة والأقوى، على غرار منظمة الصحة العالمية. تضمنت الدول الـ 52 دول الاتحاد الأوروبي، لكن بشكل خاص لم تشمل الولايات المتحدة وبريك (البرازيل وروسيا والهند والصين)، وهي أكبر خمس انبعاثات لغازات الدفيئة.

## العوامل المحددة لبرنامج الأمم المتحدة للبيئة
حدد عدد من العوامل قدرة برنامج الأمم المتحدة للبيئة على الوفاء بولايته. 

### التعيين كبرنامج
كان لقرار إنشاء برنامج الأمم المتحدة للبيئة كبرنامج بدلاً من وكالة متخصصة مثل منظمة الصحة العالمية آثار هائلة على أداء برنامج الأمم المتحدة للبيئة. «في التسلسل الهرمي للأمم المتحدة، تتمتع البرامج بأقل قدر من الاستقلال والسلطة»، مما جعل من الصعب على برنامج الأمم المتحدة للبيئة إرساء سلطة على هيئات الأمم المتحدة اللاحقة التي تتعامل مع البيئة. بالإضافة إلى ذلك، «تم إصداره بموجب قرار من الجمعية العامة، وكانت ولايته محدودة ومحرومة من أي صلاحيات تنفيذية».

### الموقع
كان برنامج الأمم المتحدة للبيئة معاق موقعه في نيروبي، كينيا. كانت أول هيئة تابعة للأمم المتحدة يقع مقرها الرئيسي في الجنوب العالمي، وكان الهدف من هذه الخطوة تخفيف التوترات بين العالم المتقدم والنامي. ومع ذلك، فقد أدى موقعها في كينيا إلى عزلها عن هياكل القوى البيئية الدولية الأخرى، فضلاً عن «التفتت المادي لهيكل الإدارة» بسبب إزالتها من هيئات الأمم المتحدة الأخرى التي يقع مقرها في جنيف ومدينة نيويورك.  كما أن مقر برنامج الأمم المتحدة للبيئة في نيروبي يجعل من الصعب اجتذاب كبار الموظفين اللازمين لتشغيل البرنامج بفعالية. هذا بسبب الوضع الأمني غير المستقر في كينيا وقضايا نوعية الحياة. 

### التمويل
يمكن تتبع العديد من صراعات برنامج الأمم المتحدة للبيئة إلى نقص التمويل، ويمكن تتبع هذا النقص في التمويل إلى نظام التمويل الفريد لبرنامج الأمم المتحدة للبيئة. بخلاف المنظمات الدولية الأخرى، ليس لدى برنامج الأمم المتحدة للبيئة تقييمات إلزامية، ولكنه بدلاً من ذلك يعتمد على التبرعات المقدمة من الدول الأعضاء في الأمم المتحدة. «إن الترتيبات المالية غير الموثوقة والتقديرية للغاية لبرنامج الأمم المتحدة للبيئة تهدد الاستقرار المالي للمنظمة، وقدرتها على التخطيط لما بعد دورة الميزانية الحالية، واستقلاليتها»، فضلاً عن جعل برنامج الأمم المتحدة للبيئة يعتمد بدرجة كبيرة على بعض الدول الأعضاء التي لها تأثير لا لزوم له في جدول أعمال برنامج الأمم المتحدة للبيئة ضبط. انخفضت المساهمات الطوعية في صندوق البيئة بنسبة 36٪ على مدى السنوات العشر الماضية، وتم تهجيرها عن طريق المساهمات المقيدة والمخصصة التي تشكل الآن ثلثي ميزانية برنامج الأمم المتحدة للبيئة. 

## فشل برنامج الأمم المتحدة للبيئة كمؤسسة مرساة
تم إنشاء برنامج الأمم المتحدة للبيئة لأداء مهام مؤسسة الربط في نظام الإدارة البيئية العالمية (GEG). وفقًا لإعلان نيروبي بشأن دور وولاية برنامج الأمم المتحدة للبيئة، «كان دور برنامج الأمم المتحدة للبيئة هو أن يكون السلطة البيئية العالمية الرائدة التي تحدد جدول الأعمال البيئي العالمي، ويعزز التنفيذ المتسق للبعد البيئي للتنمية المستدامة في إطار منظومة الأمم المتحدة، وتعمل كداعية موثوق للبيئة العالمية». كتبت ماريا إيفانوفا، مديرة مشروع حوكمة البيئة العالمية في مركز ييل للقانون والسياسات البيئية، في ورقة عمل بعنوان تقييم برنامج الأمم المتحدة للبيئة كمؤسسة مرساة للبيئة العالمية: دروس لمناقشات مؤسسة الأمم المتحدة للبيئة بأن «المؤسسات الرئيسية هي الأساس ليس فقط، المنظمات الدولية في بعض مجالات القضايا العالمية وعادة ما تؤدي ثلاث وظائف أساسية: 1) الإشراف على الرصد والتقييم والإبلاغ عن حالة القضية في نطاق اختصاصها؛ 2) وضع أجندة للعمل والنهوض بالمعايير والسياسات والمبادئ التوجيهية؛ و 3) تطوير القدرات المؤسسية لمعالجة المشاكل الحالية والناشئة.» ومع ذلك، على الرغم من أن برنامج الأمم المتحدة للبيئة قد تم استئجاره لأداء هذه المهام الأساسية الثلاث، فقد فشل في نواح كثيرة: 

### الرصد والتقييم وإعداد التقارير
حقق برنامج الأمم المتحدة للبيئة أكبر نجاح في مجالات الرصد والتقييم والإبلاغ؛ ويعتقد أنه [مِن قِبَل مَن؟]
```
القيام بعمل جيد نسبياً في مجال التقييم البيئي العالمي (GEA)، ونشر تقارير توقعات البيئة العالمية (GEO). ومع ذلك، فإنه يفشل في تحليل القضايا البيئية على مستوى الولاية، ويتم تخصيص مسؤولية الرصد والتقييم والإبلاغ لجميع الأقسام الثمانية لبرنامج الأمم المتحدة للبيئة، مما يخلق حالات زائدة عن الحاجة. بالإضافة إلى ذلك، فإن نظام الإبلاغ التابع لبرنامج الأمم المتحدة للبيئة غير منظم ويصعب الوصول إليه. «لا يمكن للجمهور استخدام منشورات برنامج الأمم المتحدة للبيئة والاستفادة من عمل المنظمة على أكمل وجه بسبب الافتقار إلى قاعدة بيانات أو فهرس أو منشورات يسهل الوصول إليها ويمكن البحث عنها وفرزها». 
[
2
]
```

### وضع جدول الأعمال
«هناك وظيفة مهمة أخرى حاسمة لفعالية مؤسسة الإرساء وهي وضع جدول أعمال وإدارة العمليات الحكومية الدولية للحصول على اتفاق بشأن المعايير والسياسات والمبادئ التوجيهية أو حتى مجرد العمل كمنتدى رئيسي للتداول والنقاش.» بينما حقق برنامج الأمم المتحدة للبيئة نجاحًا كبيرًا في إبرام معاهدات واتفاقات بيئية متعددة الأطراف (اتفاقية بازل بشأن نقل النفايات الخطرة عبر الحدود، واتفاقية التنوع البيولوجي، وبروتوكول مونتريال بشأن حماية طبقة الأوزون، وما إلى ذلك)، كافحت لتنسيق جهود العديد من الهيئات التنظيمية البيئية الدولية بعد إنشائها. «لم ينجح برنامج الأمم المتحدة للبيئة في أن يصبح المنتدى الرئيسي للمناقشة والتداول في المجال البيئي، مثل منظمة التجارة العالمية للتجارة أو منظمة الصحة العالمية للصحة.» وقد أدى عدم وجود سلطة تنسيق مركزية إلى تآكل فعالية الإدارة البيئية العالمية. «لم يتمكن برنامج الأمم المتحدة للبيئة من الوفاء بولايته التنسيقية بفعالية في مجالي مسؤوليته الرئيسيين (1) تنسيق الاتفاقات البيئية متعددة الأطراف (2) تنسيق الأنشطة البيئية للمنظمات الدولية الأخرى». 

### تنمية القدرات
كافح برنامج الأمم المتحدة للبيئة لإثبات دوره في النظام الدولي، وقد أدى ذلك إلى صعوبة في تنمية القدرات (التي حددتها إيفانوفا على أنها التعليم والتدريب والتمويل والمساعدة التقنية وبناء المؤسسات وبناء الشبكات). تدعو ولاية برنامج الأمم المتحدة للبيئة برنامج الأمم المتحدة للبيئة إلى لعب دور معياري في المقام الأول في GEG ، ولكن «المنظمة تنظر الآن إلى التنفيذ كاستراتيجيتها الأساسية». وقد استلزم هذا التحول رغبة الدول في إبرام معاهدات أقل وإجراءات أكثر واقعية وضرورة قيام برنامج البيئة بتوفير نتائج ملموسة لمصادر التمويل الحكومية والخاصة المحتملة، التي يعتمد عليها برنامج الأمم المتحدة للبيئة. ومع ذلك، في الابتعاد عن الدور المعياري، ابتعد برنامج الأمم المتحدة للبيئة عن مواطن قوته: «توفير المعلومات، وتطوير قواعد ومبادئ مشتركة، وتنمية القدرات المؤسسية». 

## إنشاء منظمة بيئية للأمم المتحدة
بعد الاجتماع الثامن والخمسين للجمعية العامة للأمم المتحدة، قدمت الدول الأعضاء في الاتحاد الأوروبي اقتراحًا لتحويل برنامج الأمم المتحدة للبيئة إلى منظمة الأمم المتحدة للبيئة. في عام 2007 في اجتماع مجلس إدارة برنامج الأمم المتحدة للبيئة، كرر الاتحاد الأوروبي دعوته إلى «تعزيز كبير لبرنامج الأمم المتحدة للبيئة، على غرار الخطوط التي تم وضعها في قرطاجنة وكذلك في الإعلانات الأخيرة للمدير التنفيذي، مما سيساعد برنامج البيئة على أن يصبح أكثر فعالية في تحفيز العمل للتصدي للتهديدات البيئية الكبرى» و«أن ترقية برنامج الأمم المتحدة للبيئة إلى منظمة الأمم المتحدة للبيئة، بموارد مستقرة وكافية ويمكن التنبؤ بها وبمكانة دولية مناسبة، ستمكن المنظمة من الوفاء بولايتها بالكامل والوفاء بالتوقعات البلدان المتقدمة والنامية». يزعم أنصار منظمة الأمم المتحدة للبيئة أنه سيلعب دورًا حيويًا في زيادة الأهمية السياسية للقضايا البيئية في الأمم المتحدة، وبالتالي يمكن أن يلعب دورًا حيويًا في حل العديد من التحديات البيئية التي تواجهها الأرض حاليًا. سوف يحتاج المجتمع الدولي إلى صياغة تفاصيل منظمة الأمم المتحدة للبيئة، ولكن من المحتمل أن تشمل بعض الجوانب الأساسية لمنظمة الأمم المتحدة للبيئة

### حالة الوكالة المتخصصة
بينما لا يزال العمل داخل منظومة الأمم المتحدة وتقديم التقارير إلى المجلس الاقتصادي والاجتماعي، فإن التعيين بصفته وكالة متخصصة سيسمح لمكتب الأمم المتحدة للبيئة «بالاستمتاع باستقلالية الميزانية» و «تحديد معظم تفاصيل برامجهم». بالإضافة إلى ذلك، فإن إنشاء منظمة الأمم المتحدة للبيئة لن يتطلب إجماعًا بين أعضاء الأمم المتحدة، و «قد تختلف العضوية في منظمة الأمم المتحدة للبيئة والأمم المتحدة». 

### هيكل منظمة الأمم المتحدة للبيئة
كما هو الحال مع الوكالات المتخصصة الأخرى، سيتألف الهيكل المؤسسي لمكتب الأمم المتحدة للبيئة من هيئة عامة وجهاز تنفيذي وأمانة. يقترح مؤيدو منظمة الأمم المتحدة للبيئة أن تقوم هيئة عامة تابعة لـمنظمة الأمم المتحدة للبيئة «بانتخاب أعضاء الجهاز التنفيذي وتعيين المدير العام والموافقة على الميزانية وبرنامج العمل». ومن المرجح أن تضم الهيئة العامة مجموعة واسعة من المراقبين من المنظمات الدولية الأخرى إلى المنظمات غير الحكومية وممثلي المجتمع المدني. للوكالات المتخصصة جهاز تنفيذي يضمن تحقيق الوكالة لأهدافها التشغيلية وإدارة الميزانية. من المحتمل أن تقوم هيئة تنفيذية تابعة لـمنظمة الأمم المتحدة للبيئة «بإعداد ميزانية وبرنامج عمل منظمة الأمم المتحدة للبيئة». ستقوم الأمانة «كنقطة محورية لجميع أنشطة الوكالة»، ولكن هناك تنوع كبير في تنظيم أمانات مختلف الوكالات المتخصصة. 

### غرض ومهام منظمة الأمم المتحدة للبيئة
ستحدد الدول المعنية بدقة ولاية ووظيفة منظمة الأمم المتحدة للبيئة، لكن من المرجح أن تكون مماثلة لتلك الخاصة ببرنامج الأمم المتحدة للبيئة. «لقد قيل إن على منظمة الأمم المتحدة للبيئة المساعدة في تجميع المعرفة العلمية بشكل منتظم حول القضايا البيئية والمساعدة في تحديد المبادئ التوجيهية الاستراتيجية البيئية العالمية لتعزيز التنسيق والتآزر». ومع ذلك، على عكس الوكالات المتخصصة الأخرى مثل منظمة التجارة العالمية، فلن يكون لديها القدرة على الفصل في النزاعات البيئية. يشير المؤيدون إلى أن منظمة الأمم المتحدة للبيئة يمكن أن تعمل كمنظمة جامعة، مما يساعد على تنسيق «أكثر من 500 اتفاقية بيئية متعددة الأطراف (MEA) والعديد من المنظمات والمحافل الدولية التي تتعامل بطريقة غير منسقة مع البيئة» وجعلها أكثر كفاءة وأقل تكرارًا.

### تمويل منظمة الأمم المتحدة للبيئة
ومن المرجح أن يعتمد مكتب الأمم المتحدة للبيئة على الاشتراكات المقدرة، مما يخفف من مشاكل برنامج البيئة التي تنبع من الاعتماد على التبرعات. بصفتها وكالة متخصصة، ستكون منظمة الأمم المتحدة للبيئة قادرة على تحديد جداول تقييم الأعضاء بشكل منفصل عن الميزانية العامة للأمم المتحدة. من المرجح أن تستخدم التبرعات لمشاريع محددة، ولكن الاشتراكات المقدرة ستدفع للميزانية التشغيلية لمكتب الأمم المتحدة للبيئة. 

### معارضة
في حين أن عدد البلدان التي تؤيد إنشاء منظمة الأمم المتحدة للبيئة قد زاد، لا تزال هناك مخاوف بين العديد من الدول من أن إنشاء منظمة الأمم المتحدة للبيئة من شأنه أن «يفضل السياسات البيئية على حساب السياسات الأخرى، ولا سيما التنمية الاقتصادية، وبالتالي القضاء على الفقر». كما تشعر بعض الدول أنه ينبغي أولاً تعزيز برنامج الأمم المتحدة للبيئة وإعطاء الوقت لتحسين الإدارة البيئية الدولية قبل إنشاء منظمة الأمم المتحدة للبيئة . 

### الآفاق
هناك إجماع بين صانعي السياسات على أن برنامج الأمم المتحدة للبيئة بحاجة إلى تعزيز، وفي نوفمبر 2006، أوصى الفريق الرفيع المستوى للأمين العام المعني بالاتساق على نطاق منظومة الأمم المتحدة في مجالات التنمية والمساعدة الإنسانية والبيئة بأن ينبغي ترقية برنامج الأمم المتحدة للبيئة وله سلطة حقيقية كركيزة للسياسة البيئية لمنظومة الأمم المتحدة "".  وبينما لا يزال هناك خلاف حول ما إذا كان إنشاء منظمة الأمم المتحدة للبيئة ضروريًا، وفقًا لبيان السفارة الفرنسية، فإن الدعم يتزايد. «في أعقاب نداء باريس للعمل، تم إنشاء مجموعة أصدقاء منظمة الأمم المتحدة للبيئة وتضم الآن 52 دولة، تضم، إلى جانب الاتحاد الأوروبي، بلدان من كل منطقة جغرافية»،  ويأمل الكثيرون أن تكون هناك إدارة جديدة في ستجعل الولايات المتحدة إنشاء منظمة الأمم المتحدة للبيئة أكثر ترجيحًا. 

## روابط خارجية
- تجاوز حدود السيادة: الحاجة إلى منظمة الأمم المتحدة للبيئة ، بقلم رودولفو فالينتي بايما
- بيان رئاسة الاتحاد الأوروبي - الجمعية العامة 62 للأمم المتحدة: المناقشة العامة، 15، التي تسعى إلى رفع مستوى برنامج الأمم المتحدة للبيئة إلى UNEO .
- FrancEonu.org ، البعثة الدائمة لفرنسا لدى الأمم المتحدة في مدينة نيويورك.
- فرنسا-ديبلوماسي
- Elysee.fr | Présidence de la République ، (بالفرنسية)
- فرنسا-ديبلوماسي
- مجموعة أصدقاء UNEO
- تداعيات UNEO على الهيكل العالمي لنظام الإدارة البيئية الدولية .
- منظمة الأمم المتحدة للبيئة ، بقلم نيلز ماير أوليندورف وماركوس كنيجي. مقتطفات من «الإدارة البيئية العالمية - وجهات نظر حول النقاش الحالي»، الذي نشره في عام 2007 من قبل مركز إصلاح التعليم في الأمم المتحدة .
- Agirpourlenvironnement.org
- Ecologic-events.de
- Ecologic-events.de